# Élodie Bouchez
Élodie Bouchez-Bangalter (sinh ngày 5 tháng 4 năm 1973) là một nữ diễn viên người Pháp.

## Tiểu sử
Cô sinh tại Montreuil, Seine-Saint-Denis. Cô bước chân vào nghề diễn xuất lần đầu trong phim Stan the Flasher của Serge Gainsbourg năm 1989, nhưng phải đến vai diễn trong phim Les Roseaux sauvages năm 1994 cô mới được biết đến, đoạt Giải César cho nữ diễn viên triển vọng. 5 năm sau, trong phim La Vie rêvée des anges, cô đã đoạt được Giải cho nữ diễn viên xuất sắc nhất tại Liên hoan phim Cannes (chung với Natacha Régnier), rồi Giải César và Giải phim châu Âu.
Năm 2005, Élodie Bouchez sang Hollywood. cô tham gia mùa thứ 5 loạt phim truyền hình Alias trong vai Renée Rienne, một nữ tội phạm bị cảnh sát truy lùng khắp thế giới. Tập 1 của mùa này được phát sóng ngày 29 tháng 9 năm 2005 trên đài truyền hình ABC. cô cũng diễn xuất vai phụ trong nhiều tập các mùa 3 và 4 của loạt phim truyền hình The L Word.
Cô kết hôn với nhạc sĩ Thomas Bangalter thành viên ban nhạc Daft Punk. Họ có hai con trai là Tarrajey và Roxan.

## Danh mục phim
- 1989: Stan the Flasher của Serge Gainsbourg
- 1992: Le Cahier volé của Christine Lipinska

Tango của Patrice Leconte
- 1994: Le Péril jeune của Cédric Klapisch

Les Roseaux sauvages của André Téchiné
Les Mots de l'amour của Vincent Ravalec
Le Chêne et le roseau của André Téchiné
- 1995:

Le Plus Bel Âge de Didier Haudepin
- 1996: La Divine poursuite của Michel Deville

La Propriétaire của Ismail Merchant
À toute vitesse của Gaël Morel
Mademoiselle personne của Pascale Bailly
- 1997: Louise (take 2) của Siegfried

Les Raisons du cœur của Markus Imhoof
Clubbed to Death (Lola) của Yolande Zauberman
Le ciel est à nous của Graham Guit
Les Fantômes du samedi soir của Olivier Dahan
- 1998: J'aimerais pas crever un dimanche của Didier Le Pêcheur

Les Kidnappeurs của Graham Guit
La Vie rêvée des anges của Erick Zonca
Je veux descendre của Sylvie Voyer
Zonzon của Laurent Bouhnik
- 1999: Lovers của Jean-Marc Barr

Premières neiges (TV) của Gaël Morel
- 2000: La Faute à Voltaire của Abdellatif Kechiche

Too Much Flesh của Jean-Marc Barr
Shooting vegetarians của Mikey Jackson
The Beat nicks của Nicholson Williams
- 2001: CQ của Roman Coppola

La Guerre à Paris của Yolande Zauberman
La Merveilleuse odyssée de l'idiot toboggan của Vincent Ravalec
Being light của Jean-Marc Barr
Le Petit Poucet của Olivier Dahan
- 2002: Le Pacte du silence của Graham Guit
- 2003: Stormy Weather của Solveig Anspach

America Brown của Paul Black
À quoi ça sert de voter écolo ? (Phim ngắn) của Aure Atika
- 2005: Alias (serie TV)

Brice de Nice của James Huth
- 2006: Alias (serie TV)
- 2007: The L Word (serie TV)

Je déteste les enfants des autres của Anne Fassio
Héros của Bruno Merle
Après lui của Gaël Morel
Ma Place au soleil của Eric de Montalier
Tel père telle fille của Olivier de Plas
- 2008: Seuls two của Eric et Ramzy
- 2009: Douce France (TV) của Stéphane Giusti
- 2010: Happy few của Antony Cordier

The imperialists are still alive của Zeina Durra

## Kịch
- 2007: Gamines của Sylvie Testud, do tác giả đạo diễn
- 2010: Casimir et Caroline của Ödön von Horváth, do Emmanuel Demarcy-Mota đạo diễn

## Giải thưởng
- 1999: Giải César cho nữ diễn viên chính xuất sắc nhất, phim La Vie rêvée des anges
- 1995: Giải César cho nữ diễn viên triển vọng, phim Les Roseaux sauvages
- 1998: Giải cho nữ diễn viên xuất sắc nhất tại Liên hoan phim Cannes, phim La Vie rêvée des anges (chung với Natacha Régnier)
- 1998: Giải Phim châu Âu cho nữ diễn viên chính xuất sắc nhất, phim La Vie rêvée des anges (chung với Natacha Régnier)